# Ulrich I. von Schaunberg

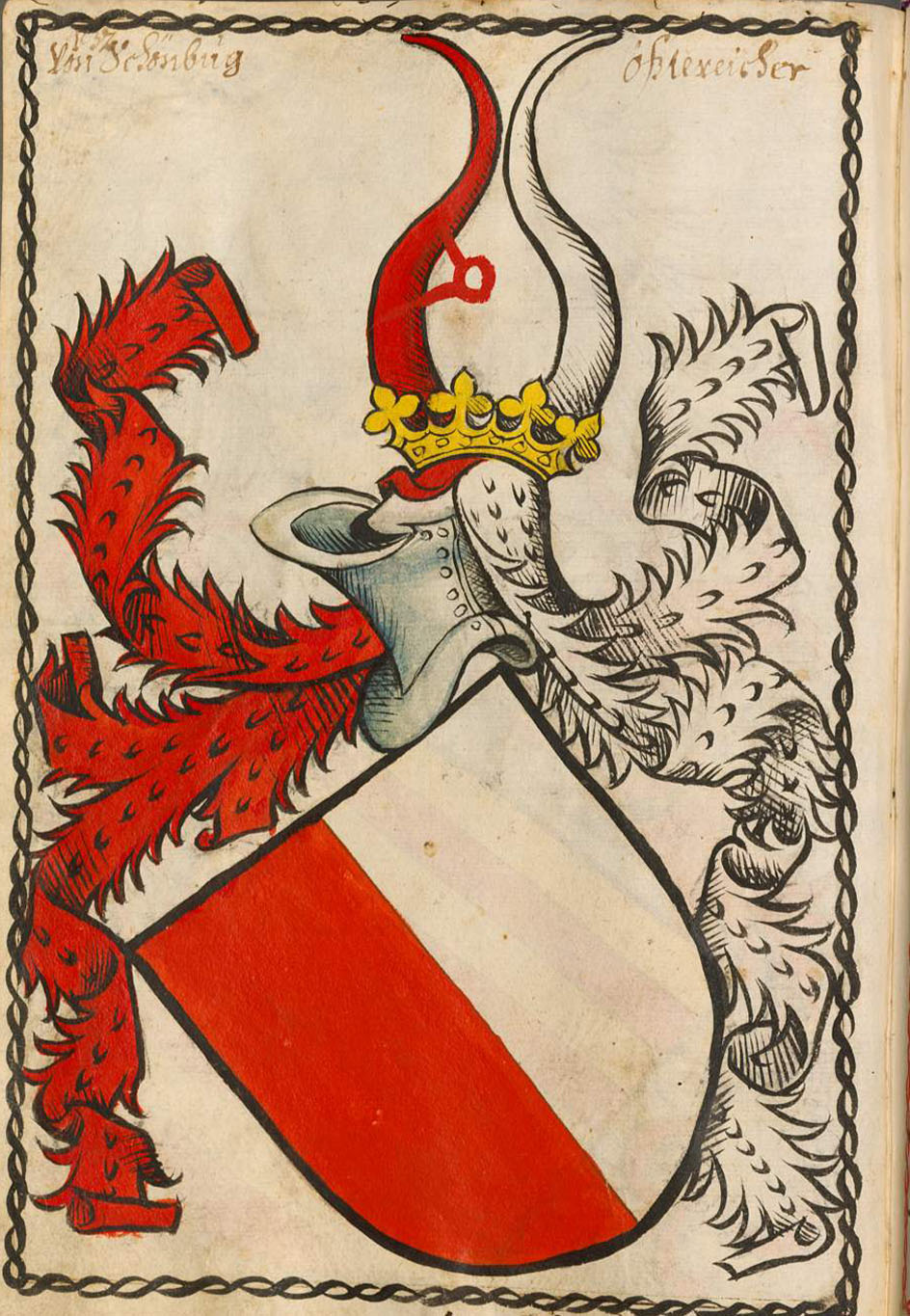
Stammwappen der Schaunberger

Ulrich I. von Schaunberg (* um 1330; † 6. März 1373) war das politisch einflussreichste Mitglied der Adelsfamilie der Schaunberger. Ulrich war enger Vertrauter des habsburgischen Herzogs Rudolf IV. und von 1369 bis 1373 Landeshauptmann ob der Enns.

## Leben

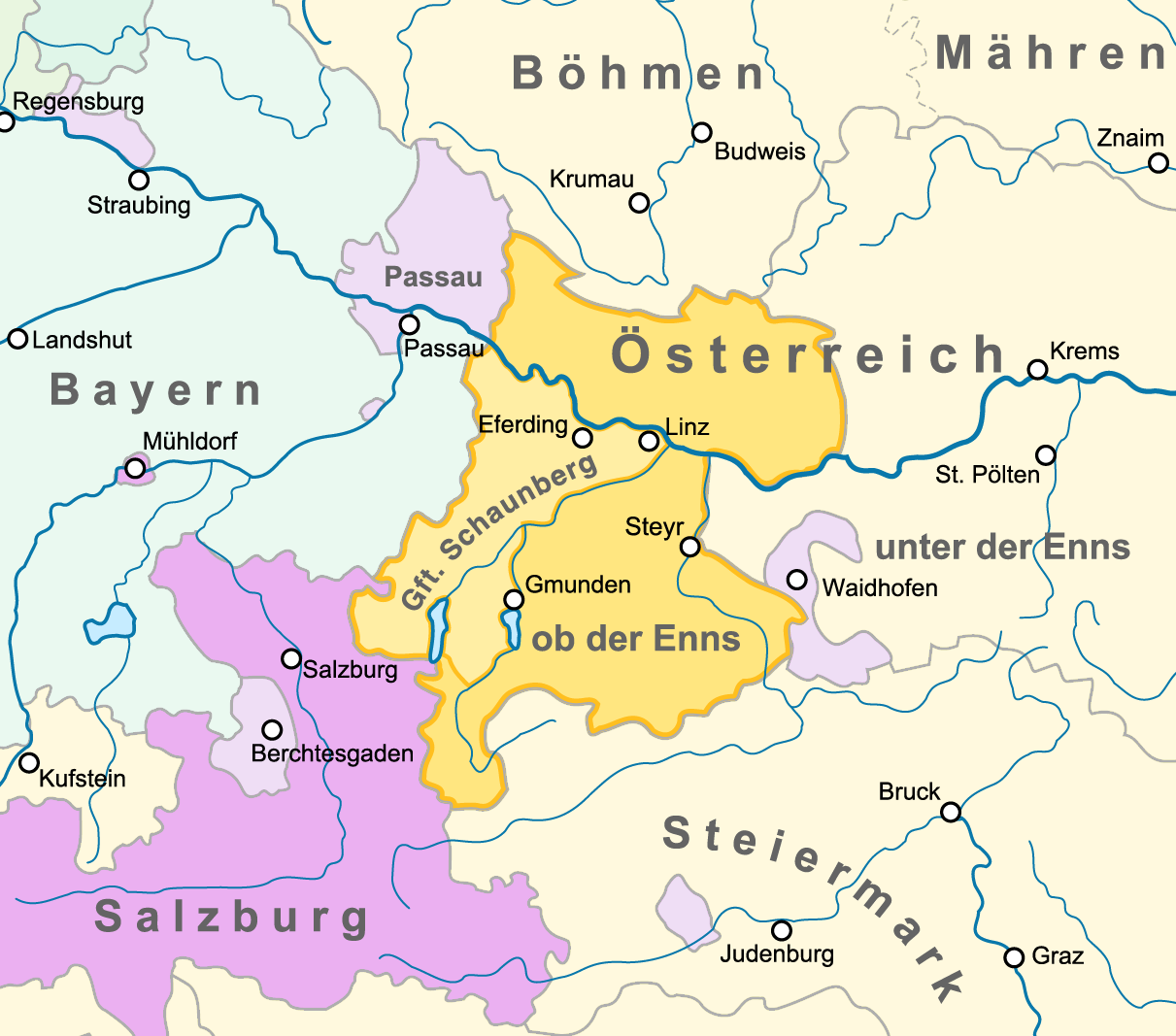
Österreich ob der Enns mit Grafschaft Schaunberg um 1385

Am 7. März 1355 ging Ulrich ein Bündnis mit Herzog Albrecht II. von Österreich ein. Dieser stellte ihm ein Jahr später ein Haus in der Wiener Innenstadt in der Walchstraße zur Verfügung, wo heute das Palais Esterházy in der Wallnerstraße 4 steht. Ulrich pflegte enge Kontakte mit Herzog Rudolf IV., dessen Erzieher er gewesen sein soll. Unter dessen Nachfolger Herzog Albrecht III. wurde Ulrich zum Hauptmann ob der Enns ernannt. Anfangs übte er dieses Amt gemeinsam mit Eberhard V. von Walsee aus, für den es die zweite Amtszeit nach 1322–1361 war. In seiner Funktion war Ulrich am Zustandekommen des Friedens von Schärding beteiligt.
Nach dem Tod von Herzog Rudolf IV. kam es – wohl noch zu Ulrichs Lebzeiten – zur Entfremdung zwischen den Schaunbergern und den Habsburgern und zur sogenannten Schaunberger Fehde, im Zuge derer die Macht der Schaunberger endgültig eingedämmt wurde.

## Familie
Ulrich war einer der Söhne von Graf Heinrich (V.) von Schaunberg. Am 9. Februar 1359 heiratete Ulrich die Burggräfin Elisabeth von Nürnberg. Da Ulrich kinderlos starb, wurde sein Bruder Heinrich VII. von Schaunberg zum Stammhalter der Familie.